# Elise Goebeler

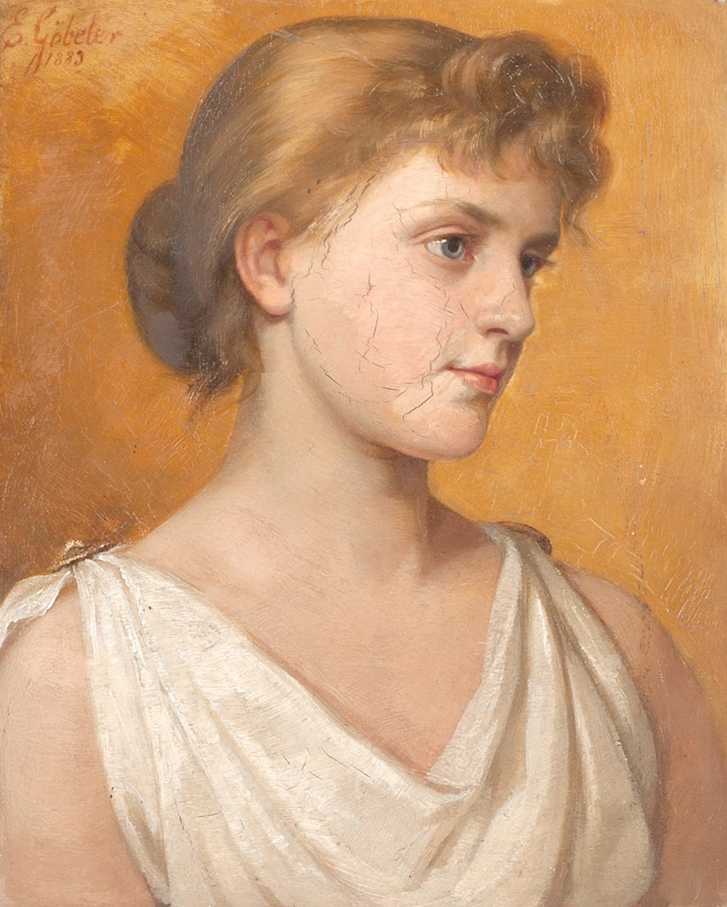
Bildnis

Elise Goebeler (auch Göbeler, * 6. Mai 1847 in Bad Freienwalde; † 21. Februar 1913 in Berlin-Wilmersdorf) war eine deutsche Porträt- und Genremalerin.
Sie studierte von 1870 bis 1872 bei Carl Steffeck in Berlin und von 1896 bis 1898 bei Wilhelm Dürr dem Jüngeren in München.
Ihr 1880 in Berlin ausgestelltes Werk Cinderella (Aschenputtel) wurde von den kaiserlichen Kunstsammlungen angekauft. Im gleichen Jahr stellte sie  Junges Mädchen mit Weidenblüten und Neapolitanische Wasserverkäuferin aus. Das 1881 gemalte Bild Dornröschen bei der alten Spinnerin erschien aus der Titelseite der Illustrirten Zeitung. In Berlin zeigte sie 1887 Vanitas, Vanitatum Vanitas und Netzflicker, 1897 Fröhlichkeit. Die 1899 im Münchener Glaspalast ausgestellte Elegie wurde von den Kunstkritikern hoch bewertet.
Im Zeitraum von 1883 bis 1887 besuchte sie Italien. 1906 eröffnete sie in Berlin ihr eigenes Schüleratelier. Sie war Mitglied vom Verein der Berliner Künstlerinnen.